# Lasippa dorelia
Lasippa dorelia är en fjärilsart som beskrevs av Butler 1879. Lasippa dorelia ingår i släktet Lasippa och familjen praktfjärilar. Inga underarter finns listade i Catalogue of Life.